# Riley Brockington
Riley Brockington est un homme politique canadien né le 13 novembre 1975. Il est conseiller municipal d'Ottawa depuis l'élection de 2014.

## Biographie
Diplômé de l'Université d'Ottawa en économie en 1998, Riley Brockington a travaillé seize ans à Statistiques Canada.
En 2003 il a été élu pour un premier mandat comme conseiller scolaire du Ottawa Carleton District School Board, le conseil public d'Ottawa. En 2010 il a été réélu avec 65,75 % des voix.
En 2014, Brockington s'est présenté aux élections au conseil municipal. Il a été élu avec 36,38 % des voix, soit environ trois fois plus que sa plus proche concurrente.

## Vie privée
Riley Brockington est père de deux enfants.